# Comuna Jezersko
Jezersko (Občina Jezersko) este o comună din Slovenia, cu o populație de 638 de locuitori (2002).

## Localități
Spodnje Jezersko, Zgornje Jezersko